# Joe Quesada
Joseph Quesada (nacido en Nueva York, 1 de diciembre de 1962) es un historietista, escritor, editor, artista gráfico y productor de televisión estadounidense. Logró reconocimiento en la década de 1990 por su trabajo en varios libros de la compañía Valiant Comics como Ninjak y Solar, Man of the Atom. Más tarde se vinculó profesionalmente con DC Comics y Marvel Comics, trabajando en publicaciones como Batman: Sword of Azrael y X-Factor, antes de fundar su propia compañía, Event Comics, donde publicó su propio personaje de historieta, Ash.
En 1998 se convirtió en editor del sello Marvel Knights, antes de ser ascendido a editor en jefe de la compañía en el año 2000. Fue nombrado director creativo de Marvel Entertainment en 2010 y dejó su puesto de editor jefe en enero de 2011, siendo reemplazado por Axel Alonso. En el momento de su jubilación, era el editor en jefe de Marvel que más tiempo llevaba en el cargo, aparte de Stan Lee.

## Trabajo

### DC Comics
- Azrael/Ash (1997)
- Batman: Sword of Azrael, miniseries, #1–4 (1992–1993)
- Question Quarterly #3, 5 (1991–1992)
- The Ray, miniseries, #1–6 (1992)
- Spelljammer #8–13, 15 (1991)

#### Covers
- Batman #500 (1993)

### Marvel Comics
- The Amazing Spider-Man #544–545, 601 (arte completo); #639–641 (along with Paolo Rivera, también escritor) (2007–2010)
- Daredevil, Vol. 2, #1–11, 13–14 (arte completo); #50 (among other artists) (1998–2003); #12 (escritor) (2000)
- Daredevil: Father, miniseries, (también como escritor) #1–6 (2004–2007)
- Deathlok, Vol. 4, #1 (2013)
- Friendly Neighborhood Spider-Man #24 (2007)
- Iron Man, Vol. 3, #26–35, Annual 2000 (escritor) (2000)
- Marvel Knights Double Shot (Punisher) #1 (2002)
- Midnight Sons Unlimited #1 (1993)
- Marvel Legacy #1, (con Jason Aaron y varios artistas, Marvel, 2017)
- Miracleman #1–2 (portada solamente, 2014)
- NYX, miniseries, #1–7 (escritor) (2003–2005)
- The Sensational Spider-Man, Vol. 2 #41 (2007)
- Sleepwalker #12 (1992)
- What The--?! #13 (1991)
- X-Factor #87-90, 92; Annual #7 (1992–1993)
- X-51 #87–92; Annual Vol. 1, #1 (1999)

#### Cubiertas
- 2099 A.D., Vol. 1, #1, #3 (cubierta variante únicamente, 1995)
- Adventures of the Thing, Vol. 1 #3 (1992)
- A Moment of Silence, Vol. 1, #1 (2002)
- Age of Ultron, Vol. 1, #10 (cubierta variante únicamente, 2013)
- The Amazing Spider-Man, Vol. 1, #592–594 (2009) #545, 601, 638–641, 656, 700 (cubierta variante únicamente, 2008–2012)
- The Amazing Spider-Man: Renew Your Vows, Vol. 1, #5 (cubierta variante únicamente, 2015)
- Avenging Spider-Man, Vol. 1, #1 (cubierta variante únicamente, 2011)
- Avengers Assemble, Vol. 2, #9 (2012)
- Avengers vs. X-MenInfinite #1 (2012)
- Avengers vs. X-Sanction, Vol. 1, #1 (2012)
- Angela Asgard's Assassin, Vol. 1, #1 (2014)
- Cage, Vol. 1, #1 (2016)
- Black Panther #1 (1998–2003)
- Cable and X-Force, Vol. 1, #1 (cubierta variante únicamente, 2012)
- Captain America, Vol. 7, #1 (cubierta variante únicamente, 2012)
- Life of Captain Marvel, Vol. 2, #1 #3 (cubierta variante únicamente, 2018)
- Daredevil, Vol. 5, #1,#600 (cubierta variante únicamente, 2015)
- Darth Vader, Vol. 1, #25 (cubierta variante únicamente, 2015)
- Deathlok, Vol. 3, #1 (cubierta variante únicamente, 1999)
- Doctor Strange #1–2 (cubierta variante únicamente, 2013)
- Fantastic Four, Vol. 1, #600/Vol. 4 #1 (cubierta variante únicamente, 2011)
- Siege #1–4 (cubierta variante únicamente, 2010)
- Spider-Man: Get Kraven #1–5 (Marvel, 2002–2003)
- The New Avengers #1 (cubierta variante únicamente, 2005)
- The Superior Spider-Man, Vol. 1, #1 (Marvel, 2013–2014)
- Venom #1, (2011–2013)
- Wolverine #29; #33 (2006)
- Wolverine: Origins #1–8, #13–15 (Marvel, 2003–2009)
- X-Factor, Vol. 1, #92 (Marvel, 2005)

### Otras editoriales
- Ash #1, 1/2 (también escritor) (Event, 1994–1997)
- Ash: The Fire Within, miniseries, #2 (también escritor) (Event, 1997)
- Deathmate: Epilogue (Image, 1994)
- Commando #4944 (DC Thomson) (arte completo)
- Ninjak #1–3 (Valiant, 1994)
- Painkiller Jane #1 (escritor) (Dynamite, 2006)
- Painkiller Jane Zero #0 (escritor) (Event, 1999)
- X-O Manowar #0 (Valiant, 1993)